# Dion Lewis
Pour les articles homonymes, voir Lewis.
(en) Statistiques sur pro-football-reference
Dion John Lewis, né le 27 septembre 1990 à Albany, est un joueur américain de football américain.
Ce running back a joué 10 saisons en National Football League (NFL) de 2011 à 2020. Il a joué pour les Eagles de Philadelphie (2011–2012), les Patriots de la Nouvelle-Angleterre (2015-2017), les Titans du Tennessee (2018-2019) et les Giants de New York (2020). Il a également été membre des Browns de Cleveland (2013) et des Colts d'Indianapolis (2014), sans avoir disputé un match avec ces équipes.

## Biographie

### Carrière universitaire
Il a étudié à l'université de Pittsburgh et a joué pour l'équipe des Panthers durant les saisons 2009 et 2010.

### Carrière professionnelle
Il est sélectionné par les Eagles de Philadelphie en 149e position, au cinquième tour, lors de la draft 2011 de la NFL.
Après deux saisons avec les Eagles, il est échangé en avril 2013 aux Browns de Cleveland contre le linebacker Emmanuel Acho. Il manque toute la saison 2013 en raison d'une fracture au péroné. Il est libéré par les Browns peu avant le début de la saison 2014, sans avoir joué la moindre partie avec l'équipe. Il signe par la suite avec les Colts d'Indianapolis le 9 septembre 2014, mais ne joue pas une partie et est libéré une semaine après.
Il signe avec les Patriots de la Nouvelle-Angleterre pour la saison 2015 et réussit à intégrer l'effectif principal lors du début de la saison. Il joue sa première partie depuis 2012 et se démarque en étant à la fois actif sur la course et la réception de passes. Après seulement trois parties, il se voit mériter un nouveau contrat avec les Patriots en signant pour deux saisons supplémentaires. Il se blesse toutefois plus tard dans la saison et se déchirant le ligament croisé antérieur et manque le restant de la saison. Il manque la première moitié de la saison 2016 après avoir subi une deuxième opération au genou. Il remporte avec les Patriots le Super Bowl LI contre les Falcons d'Atlanta.
Il signe avec les Titans du Tennesse un contrat de 4 ans en mars 2018. Il partage son temps de jeu avec Derrick Henry, mais se fait supplanter par ce dernier vers la fin de la saison. Le 12 mars 2020, les Titans annoncent qu'ils libèrent Lewis.
Il signe aux Giants de New York en avril 2020.
Il annonce sa retraite sportive le 13 août 2021.

## Statistiques

### Universitaires
| Année  | Équipe     | Statut | MJ |     | Courses | Courses | Courses | Courses |       | Passes réceptionnées | Passes réceptionnées | Passes réceptionnées | Passes réceptionnées |
| Année  | Équipe     | Statut | MJ | Nb. | Yards   | Moy.    | TD      | Nb.     | Yards | Moy.                 | TD                   |                      |                      |
| 2009   | Pittsburgh | Fr     | 13 | 325 | 1 799   | 5,5     | 17      | 25      | 189   | 7,6                  | 1                    |                      |                      |
| 2010   | Pittsburgh | So     | 12 | 219 | 1 061   | 4,8     | 13      | 27      | 216   | 8                    | 0                    |                      |                      |
| Totaux | Totaux     | Totaux | 25 | 544 | 2 860   | 5,3     | 30      | 52      | 405   | 7,8                  | 1                    |                      |                      |

### Professionnelles
| Année              | Équipe                             | MJ                 |                       | Courses               | Courses               | Courses               | Courses |       | Passes réceptionnées | Passes réceptionnées | Passes réceptionnées | Passes réceptionnées |  | Fumbles | Fumbles |
| Année              | Équipe                             | MJ                 | Nb.                   | Yards                 | Moy.                  | TD                    | Nb.     | Yards | Moy.                 | TD                   | Nb.                  | Perdus               |  |         |         |
| 2011               | Eagles de Philadelphie             | 15                 | 23                    | 102                   | 4,4                   | 1                     | 1       | -3    | -3                   | 0                    | 1                    | 1                    |  |         |         |
| 2012               | Eagles de Philadelphie             | 9                  | 13                    | 69                    | 5,3                   | 1                     | 2       | 24    | 12                   | 0                    | 0                    | 0                    |  |         |         |
| 2013               | Browns de Cleveland                |                    | N'a pas joué (blessé) | N'a pas joué (blessé) | N'a pas joué (blessé) | N'a pas joué (blessé) |         |       |                      |                      |                      |                      |  |         |         |
| 2014               | Colts d'Indianapolis               | 0                  | -                     | -                     | -                     | -                     | -       | -     | -                    | -                    | -                    | -                    |  |         |         |
| 2015               | Patriots de la Nouvelle-Angleterre | 7                  | 49                    | 234                   | 4,8                   | 2                     | 36      | 388   | 10,8                 | 2                    | 2                    | 1                    |  |         |         |
| 2016               | Patriots de la Nouvelle-Angleterre | 7                  | 64                    | 283                   | 4,4                   | 0                     | 17      | 94    | 5,5                  | 0                    | 1                    | 0                    |  |         |         |
| 2017               | Patriots de la Nouvelle-Angleterre | 16                 | 180                   | 896                   | 5                     | 6                     | 32      | 214   | 6,7                  | 3                    | 0                    | 0                    |  |         |         |
| 2018               | Titans du Tennessee                | 16                 | 155                   | 517                   | 3,3                   | 1                     | 59      | 400   | 6,8                  | 1                    | 1                    | 1                    |  |         |         |
| 2019               | Titans du Tennessee                | 15                 | 54                    | 209                   | 3,9                   | 0                     | 25      | 164   | 6,6                  | 1                    | 1                    | 1                    |  |         |         |
| 2020               | Giants de New York                 | 16                 | 29                    | 115                   | 4                     | 2                     | 19      | 127   | 6,7                  | 1                    | 3                    | 0                    |  |         |         |
| Totaux en carrière | Totaux en carrière                 | Totaux en carrière | 567                   | 2 425                 | 4,3                   | 13                    | 191     | 1 408 | 7,4                  | 8                    | 9                    | 4                    |  |         |         |